# Being Human (filme de 1994)
Being Human (bra: Segredos da Vida) é um filme britano-japonês de 1994 dos gêneros comédia dramática e fantasia, escrito e dirigido por Bill Forsyth.

## Sinopse
Cinco personagens chamados "Hector" atravessam a Era das Cavernas, passam pelo Império Romano, Idade Média etc, chegando até a Nova Iorque contemporânea, buscando seu lugar no mundo, vivendo o sentimento de pertencer a algum lugar e tendo relacionamentos que deem sentido à vida.

## Elenco
- Robin Williams .... Hector
- Maudie Johnson .... filha
- Max Johnson .... filho
- Robert Carlyle .... viking pré-histórico
- Eoin McCarthy .... líder
- Kelly Hunter .... Deirdre
- John Turturro .... Lucinnius
- Grace Mahlaba .... Thalia
- Danny Kanaber .... Gallus
- Bill Nighy .... Julius
- Vivienne Ritchie .... Delmia
- Mark Long .... escravo
- Anna Galiena .... Beatrice
- Vincent D'Onofrio .... padre
- Finlay Welsh .... Peelee
- George Dillon .... Peter
- Jonathan Hyde .... Francisco
- Lizzy McInnerny .... Ursula
- Hector Elizondo .... dom Paulo
- Ewan McGregor .... Alvarez
- Helen Miller .... Betsy
- Lindsay Crouse .... Janet
- Charles Miller .... Tom
- Lorraine Bracco .... Anna
- William H. Macy .... Boris
- Theresa Russell .... narradora